# Beaulieu-lès-Loches
Beaulieu-lès-Loches is een gemeente in het Franse departement Indre-et-Loire (regio Centre-Val de Loire). De plaats maakt deel uit van het arrondissement Loches. Beaulieu-lès-Loches telde op 1 januari 2022 1.746 inwoners.

## Geografie
De oppervlakte van Beaulieu-lès-Loches bedroeg op 1 januari 2022 3,88 vierkante kilometer; de bevolkingsdichtheid was toen 450 inwoners per km².

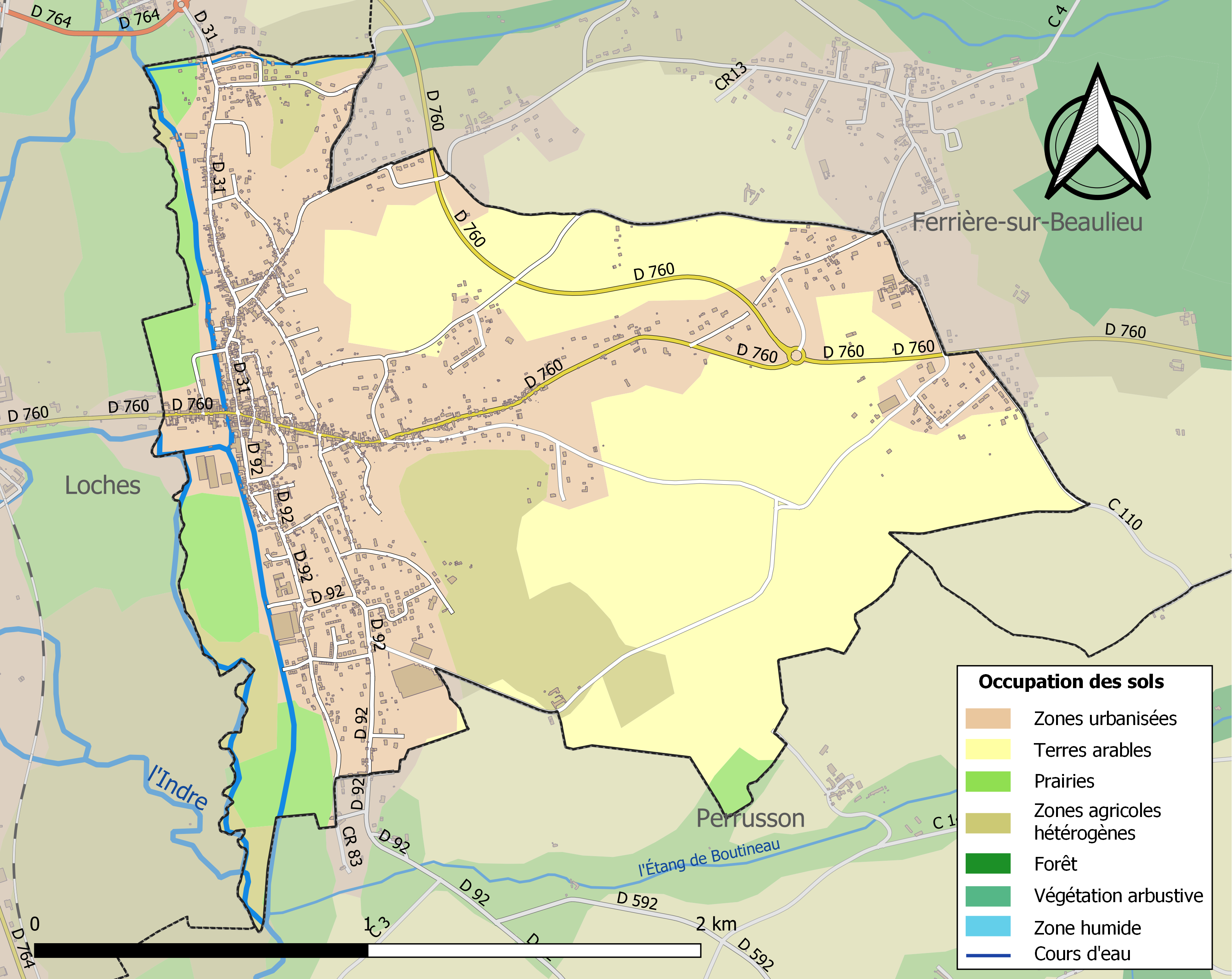
Kaart van de gemeente met belangrijkste infrastructuur, bodemgebruik en omliggende gemeenten

## Demografie
Onderstaande figuur toont het verloop van het inwonertal (bron: INSEE-tellingen).